# MOMOE IN KOMA
『MOMOE IN KOMA』（モモエ・イン・コマ）は、山口百恵の3枚目のライブ・アルバム。1977年11月1日にCBSソニーよりリリースされた。

## 概要
帯コピー：ひときわ成長・再び飛躍する百恵 デビュー五周年記念特別公演
新宿コマ劇場で行われた第3回「百恵ちゃんまつり」の模様を収録。この公演は翌年には大阪の梅田コマ劇場でも上演され、また、唯一テレビ放送された公演でもある。
2006年に発売されたライブCD-BOX『MOMOE LIVE PREMIUM』には、収録時間の関係でLP盤には収録されていなかった曲が、当時の演奏順に合わせてボーナス・トラックとして追加収録された。その『MOMOE LIVE PREMIUM』のボーナス・トラックには、さだまさし（実際にはグレープ時代）のカバー曲「追伸」が収録されている。

## ライブ詳細

### 五周年記念特別公演 百恵ちゃんまつり

#### 第1部：ミュージカル「蜘蛛の里」
監修：青柳修
脚本・作詞：宮下康仁
演出：長束利博

#### 第2部: ヒット・パレード「百恵と共に」
監修：青柳修
構成・演出：長束利博
演奏：中西義宜とビッグ・サウンズ（東京公演）、白井克治とニューンニックオーケストラ（大阪公演）
日程
| 公演日        | 開演  | 会場         |
| ------------- | ----- | ------------ |
| 1977年8月27日 | 13:00 | 新宿コマ劇場 |
| 1977年8月27日 | 17:00 | 新宿コマ劇場 |
| 1977年8月28日 | 13:00 | 新宿コマ劇場 |
| 1977年8月28日 | 17:00 | 新宿コマ劇場 |
| 1977年8月29日 | 13:00 | 新宿コマ劇場 |
| 1977年8月29日 | 17:00 | 新宿コマ劇場 |
| 1977年8月30日 | 13:00 | 新宿コマ劇場 |
| 1977年8月30日 | 17:00 | 新宿コマ劇場 |
| 1977年8月31日 | 13:00 | 新宿コマ劇場 |
| 1977年8月31日 | 17:00 | 新宿コマ劇場 |
| 1978年1月28日 | 13:00 | 梅田コマ劇場 |
| 1978年1月28日 | 17:00 | 梅田コマ劇場 |
| 1978年1月29日 | 13:00 | 梅田コマ劇場 |
| 1978年1月29日 | 17:00 | 梅田コマ劇場 |

## 収録曲
全編曲：高田弘
| #  | タイトル                             | 作詞                               | 作曲                               |
| -- | ------------------------------------ | ---------------------------------- | ---------------------------------- |
| 1. | 「霧のふる里（ブリガドーン）Part 1」 | 宮下康仁                           | Frederick Loewe                    |
| 2. | 「霧のふる里（ブリガドーン）Part 2」 | 宮下康仁                           | Frederick Loewe                    |
| 3. | 「ワンダフルデイ」                   | Leslie Bricusse、Anthony G. Newley | Leslie Bricusse、Anthony G. Newley |
| 4. | 「紅花摘み唄」                       | (山形県民謡)                       | (山形県民謡)                       |
| 5. | 「ロックンロールミュージック」       | 宮下康仁                           | Chuck Berry                        |
| 6. | 「トイチンサ節」                     | (富山県民謡)                       | (富山県民謡)                       |
| 7. | 「オンリー・メイク・ビリーブ」       | 宮下康仁                           | Jerome Kern                        |
| 8. | 「運命の哀しさ（ブリガドーン）」     | 宮下康仁                           | Frederick Loewe                    |

| #  | タイトル                                         | 作詞     | 作曲              |
| -- | ------------------------------------------------ | -------- | ----------------- |
| 1. | 「今の私を見せたいわ（スィートチャリティよリ）」 | 宮下康仁 | Cy Coleman        |
| 2. | 「アイ・フィール・プリティー」                   | 宮下康仁 | Leonard Bernstein |
| 3. | 「霧のふる里（ブリガドーン）Part 1」             | 宮下康仁 | Frederick Loewe   |
| 4. | 「イフ・アイ・ラブド・ユー」                     | 宮下康仁 | Richard Rodgers   |
| 5. | 「蜘蛛の踊り」                                   |          | 高田弘            |

| #  | タイトル               | 作詞       | 作曲       |
| -- | ---------------------- | ---------- | ---------- |
| 1. | 「I Came from 横須賀」 | 阿木燿子   | 宇崎竜童   |
| 2. | 「白い約束」           | 千家和也   | 三木たかし |
| 3. | 「約束」               | 阿木燿子   | 宇崎竜童   |
| 4. | 「秋桜」               | さだまさし | さだまさし |
| 5. | 「いた・せくすありす」 | 阿木燿子   | 宇崎竜童   |

| #  | タイトル                       | 作詞     | 作曲       |
| -- | ------------------------------ | -------- | ---------- |
| 1. | 「横須賀ストーリー」           | 阿木燿子 | 宇崎竜童   |
| 2. | 「夢先案内人」                 | 阿木燿子 | 宇崎竜童   |
| 3. | 「愛に走って」                 | 千家和也 | 三木たかし |
| 4. | 「イミテイション・ゴールド」   | 阿木燿子 | 宇崎竜童   |
| 5. | 「歌い継がれてゆく歌のように」 | 阿木燿子 | 宇崎竜童   |
| 6. | 「「スター誕生」Again」        | 阿木燿子 | 宇崎竜童   |

| 全作詞: 阿木燿子、全作曲: 宇崎竜童（注記を除く）。 |                                                          |          |                        |
| #                                                  | タイトル                                                 | 作詞     | 作曲・編曲             |
| 1.                                                 | 「Overture」(作曲: 高田弘)                               | 阿木燿子 | 宇崎竜童（注記を除く） |
| 2.                                                 | 「I Came from 横須賀」                                   | 阿木燿子 | 宇崎竜童（注記を除く） |
| 3.                                                 | 「白い約束」(作詞: 千家和也、作曲: 三木たかし)           | 阿木燿子 | 宇崎竜童（注記を除く） |
| 4.                                                 | 「パールカラーにゆれて」(作詞: 千家和也、作曲: 佐瀬寿一) | 阿木燿子 | 宇崎竜童（注記を除く） |
| 5.                                                 | 「約束」                                                 | 阿木燿子 | 宇崎竜童（注記を除く） |
| 6.                                                 | 「追伸」(作詞・作曲: さだまさし)                         | 阿木燿子 | 宇崎竜童（注記を除く） |
| 7.                                                 | 「秋桜」(作詞・作曲: さだまさし)                         | 阿木燿子 | 宇崎竜童（注記を除く） |
| 8.                                                 | 「いた・せくすありす」                                   | 阿木燿子 | 宇崎竜童（注記を除く） |
| 9.                                                 | 「横須賀ストーリー」                                     | 阿木燿子 | 宇崎竜童（注記を除く） |
| 10.                                                | 「夢先案内人」                                           | 阿木燿子 | 宇崎竜童（注記を除く） |
| 11.                                                | 「愛に走って」(作詞: 千家和也、作曲: 三木たかし)         | 阿木燿子 | 宇崎竜童（注記を除く） |
| 12.                                                | 「イミテイション・ゴールド」                             | 阿木燿子 | 宇崎竜童（注記を除く） |
| 13.                                                | 「歌い継がれてゆく歌のように」                           | 阿木燿子 | 宇崎竜童（注記を除く） |
| 14.                                                | 「「スター誕生」Again」                                  | 阿木燿子 | 宇崎竜童（注記を除く） |
| 15.                                                | 「フィナーレ」(作曲: 高田弘)                             | 阿木燿子 | 宇崎竜童（注記を除く） |

## 関連作品
- MOMOE LIVE PREMIUM